# Медаль «За службу национальной обороне» (США)
Медаль «За службу национальной обороне» (англ. National Defense Service Medal) — военная награда Вооружённых сил США, которой удостаиваются военнослужащие США за службу в период ведения боевых действий, после 22 апреля 1953 года. Создана по поручению президента Дуайта Эйзенхауэра.